# T'ammazzo!... Raccomandati a Dio
T'ammazzo!... Raccomandati a Dio è un film italiano del 1968 diretto da Osvaldo Civirani.

## Trama
In un cimitero un prete sta terminando il funerale di Ray, un bandito sul cui pendeva mille dollari. In una collina un individuo li osserva e si allontana recando dal Portoghese per i dollari frutto di una rapina.